# Eremocharis
- Commons
- Wikispecies

Eremocharis é um género botânico pertencente à família Apiaceae.